# Pistonofono
Il pistonofono è uno strumento di calibrazione per il fonometro: Il fonometro deve essere calibrato per fornire dei dati accurati. il pistonofono fornisce un livello di pressione sonora preciso che permette di calibrare il fonometro. Per una buona misurazione, la calibrazione deve essere eseguita prima e dopo ogni serie di misure. Se le misure di rumore devono essere registrate, anche il segnale di calibrazione dovrà essere registrato, per fornire un livello di riferimento alla lettura.
Ove la calibrazione richieda la taratura del fonometro in un unico valore di frequenza e pressione acustica, questo viene effettuato ad una frequenza di 1 kHz ed una pressione acustica di 94 dB SPL. La scelta di 94dB SPL non è casuale. Essa corrisponde alla pressione acustica di 1 Pascal RMS, che a sua volta corrisponde ad una intensità acustica in aria a temperatura ambiente di circa 2.5 mW/m2. Per questo motivo il pistonofono a singolo tono ed intensità presenta questi valori di frequenza e pressione acustica. Infine, alla frequenza di 1 kHz, tutte le curve di ponderazione sono riferite per convenzione a 0dB, quindi a 1 kHz non è necessario specificare se i 94 dB SPL siano o meno ponderati, perché il risultato non cambierebbe [M.Grassi, Dispense di Misure Meccaniche e Termiche, UniPV, 2024]